# Wang Yuanlu

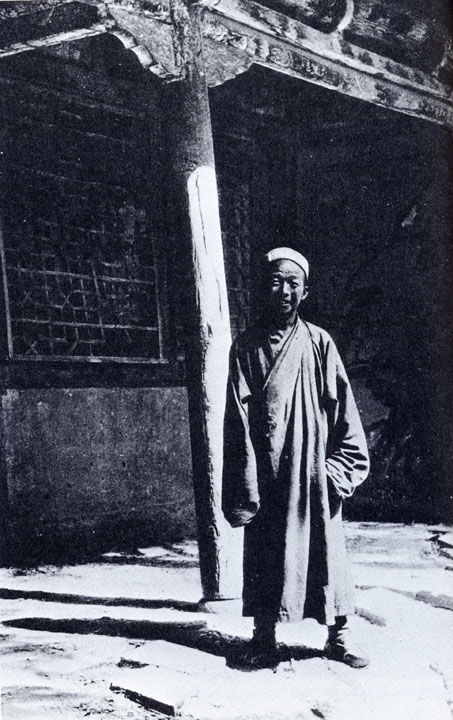
Fotografía de Wang Yuanlu.

Wang Yuanlu (chino tradicional : 王圓籙 ; chino simplificado : 王圆箓 ; pinyin: Wáng Yuánlù) (circa 1849 - 1931) fue una especie de ermitaño taoísta, cuyo nombre ha pasado a la leyenda de la arqueología, ya que fue él quien descubrió, para dilapidarlos después, los manuscritos de Dunhuang, pinturas y otros documentos de mil años de antigüedad y otros objetos, que estaban ocultos en una de las cuevas de Mogao.

## Biografía rápida
Huyendo la pobreza de su ciudad natal, (Macheng en la provincia de Hubei), Wang Yuanlu llevó una vida errabunda, hasta que se alistó en la infantería del ejército de la dinastía Qing.
Después de abandonar el ejército, se inició en el taoísmo, con el nombre taoísta de Fazhen.
Continuó entonces su vida errante, que lo condujo finalmente hasta las cuevas de Mogao, donde decidió establecerse.

## Descubrimiento de la «biblioteca mural» de Mogao
El 22 de junio de 1900, mientras que Wang Yuanlu trabajaba en la restauración de las estatuas de la cueva 16, los obreros que estaban se encontraron sorprendentemente con una puerta escondida en el muro al quitar la arena que se había acumulado allí. Wang Yuanlu descubrió detrás de la puerta una pequeña habitación excavada en la roca, una especie de biblioteca (en realidad una sala conmemorativa en honor del «donante» de la cueva 16), actualmente conocida como cueva 17.
Absolutamente inconsciente del valor real de las decenas de millares de manuscritos y objetos que encontró (se habla de 50 000), los utilizó para hacer pequeños regalos a las autoridades locales con el fin de facilitar sus relaciones con ellos. 
Pero en 1904, la administración de Gansu, informada de los hallazgos realizados por Wang Yuanlu, ordenó al magistrado a cargo de Dunhuang verificar el contenido de la famosa cueva y tapiarla de nuevo. 
Se le encargó a Wang Yuanlu vigilar la cueva, garantizando que no desaparecería nada.

## Llegada de los exploradores occidentales

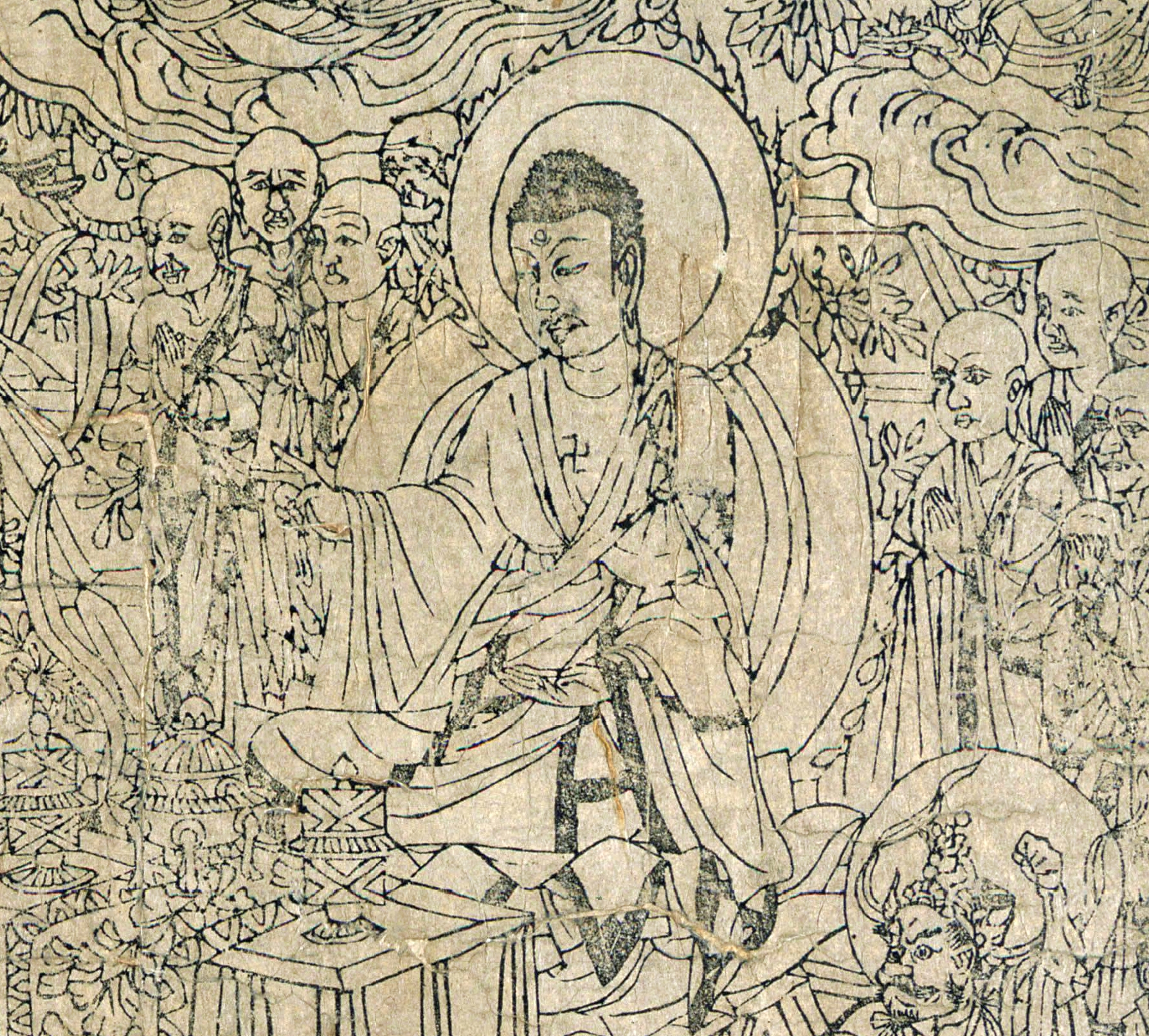
Ilustración del Sutra del diamante.

Desgraciadamente, la noticia del descubrimiento se había difundido muy lejos, y siete años después del descubrimiento, los exploradores occidentales comenzaron a llegar a Dunhuang para lo que resultó ser una verdadera caza del tesoro.
El explorador inglés Sir Aurel Stein  y después el sinólogo francés Paul Pelliot fueron a Dunhuang, y negociaron con Wang Yuanlu la compra de varias decenas de millares de manuscritos, documentos, pinturas sobre seda, y otros objetos preciosos, por una suma de dinero muy reducida. Entre los objetos comprados por Sir Aurel Stein se encontraba por ejemplo el Sutra del diamante, impreso en el año 868, lo que lo convierte en una de las obras impresas más antiguas conservadas del mundo.
Después de estas primeras compras, que se encuentran en la actualidad en museos tales como el Museo Británico o el Museo Guimet, se sucedieron otras expediciones a Dunhuang:
- primeramente una expedición japonesa en 1911,
- después una expedición rusa en 1914,
- y finalmente en 1924, una expedición estadounidense.